# Dylan & Caitlin
"Dylan & Caitlin" é uma canção da banda britânica de rock Manic Street Preachers, lançada em abril de 2018 como o terceiro single do álbum Resistance Is Futile (2018). Escrita pelo baixista Nicky Wire juntamente com o vocalista James Dean Bradfield e o baterista Sean Moore, é um dueto do grupo com a cantora The Anchoress.
Segundo Wire, "James queria ter algo no álbum como 'Don't Go Breaking My Heart' de Elton John e Kiki Dee, e eu queria escrever algo um pouco baseado em personagens, que não fosse de fato eu, como o amor extremo e o ódio extremo que podem tomar parte em dois lados de um relacionamento. Você nos conhece como uma banda, nós sempre sentimos o dever de transmitir coisas que achamos que são mais interessantes do que nós somos. De 'Kevin Carter' até 'Let Robeson Sing', é uma parte de quem somos".
Para acompanhar a canção, foi lançado um vídeo acústico protagonizado por James Dean Bradfield e The Anchoress.

## Faixa
| N.º | Título            | Compositor(es) | Duração |  |
| 1.  | "Dylan & Caitlin" |                | 3:53    |  |

## Ficha técnica
- James Dean Bradfield - vocais, guitarras
- Sean Moore - bateria, percussão
- Nicky Wire - baixo